# Artedius harringtoni
Artedius harringtoni är en fiskart som först beskrevs av Starks, 1896.  Artedius harringtoni ingår i släktet Artedius och familjen simpor. Inga underarter finns listade i Catalogue of Life.

## Bildgalleri

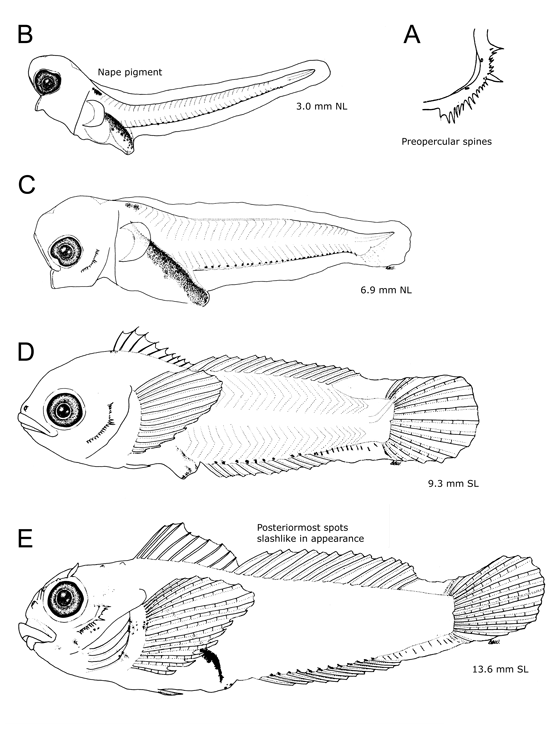